# Apostolski protonotar
V rimskokatoliški Cerkvi je apostolski protonotar  (PA, latinsko protonotarius apostolicus) naslov članov najvišjega neškofovskega zbora prelatov Rimske kurije ali, zunaj Rima, častni prelat, ki mu je papež poveril ta naslov in posebne predpravice, ki so z njim povezane. Za zgled nam lahko služi princ in duhovnik Jurij Bavarski (1880-1943),  ki je postal 1926 protonotar z odločbo Pija XI.. 

## Zgodovina
V pozni antiki je bilo v Rimu sedem pokrajinskih notarjev, ki so postali z nadaljnim razvojem papeške uprave in povečanjem dopisovanja najvišji notarji pepeške palače in pisarne (notarii apostolici ali protonotarii). V srednjem veku so bili protonotarji zelo visoki papeški uradniki, in so zelo pogosto prehajali iz svojega urada med kardinale. Začetkoma jih je bilo sedem; Sikst V. (1585–90) pa je njihovo število povzdignil na dvanajst. Njihova pomembnost je polagoma pojemala zlasti zaradi iznajdbe tiska; v času Francoskega prevrata pa je služba skoraj popolnoma prenehala. 8. februarja 1838 je Gregor XVI. obnovil zbor pravih protonotarjev s številom sedmerih članov, ki so se imenovali protonotarii de numero participantium, oziroma numerarii protonotaries, ker so prejemali plačo kot uradniki rimske apostolske pisarne.

Od 19. st. so papeži zaposlovali honorarne protonotarje, ki so uživali enake privilegije kot sedem pravih članov protonotarskega zbora; kakor tudi naslovne protonotarje, ki so imeli ustrezen položaj v upravi škofij. Z motuproprijem Inter multiplices z dne 21. februarja 1905 je Pij X. določil položaj protonatarjev: predpravice, obleko in znamenja njihovih štirih razredov: 
1. protonotarii apostolici de numero participantium, člani 'znotraj števila' prelatovskega zbora, ki so opravljali svojo službo v povezavi s konsistoriji in kanonizacijami; imeli so predstavništvo v kongregaciji Propagande. V skladu s preureditvijo kurije po konstituciji "Sapienti consilio" z dne 29. junija 1908, so podpisovali papeške bule namesto prejšnjih abbreviatores [2]. Opravljati so smeli pontifikalno mašo in uživali mnogotere privilegije, kakor tudi izpraševali kandidate in letno imenovali določeno število doktorjev teologije in cerkvenega prava.
2. protonotarii apostolici supranumerarii; to dostojanstvo so lahko prejemali le kanoniki štirih rimskih patriarhalnih bazilik (basilica major), ki so: Lateranska bazilika, Bazilika sv. Petra, Bazilika Marije Snežne in Bazilika sv. Pavla, kakor tudi stolni kapitlji zunaj Rima, ki jim je papež priznaval te pravice;
3. protonotarii apostolici ad instar (sc. participantium), ki jih je določil papež in so dobili ista zunanja znamenja kot pravi protonotarji;
4. protonotarii titulares seu honorarii, ki so se nahajali zunaj Rima in ki so dobili to dostojanstvo od nuncija kot izreden privilegij.

Druge pristojnosti je določil Pij XI. v apostolski konstituciji Ad incrementum decoris z dne 15. avgusta 1934.  Z apostolskim pismom - motuproprijem Pontificalis domus z dne 28. marca 1968 je Pavel VI. odpravil druge vrste protonotarjev, razen protonotari di numero in protonotarii soprannumerari. V moči istega motuproprija apostolski protonotarji vstopajo med prelate papeške družine. 

## Današnje stanje
Danes obstajata dve skupini apostolskih protonotarjev: protonotarji po številu (Protonotarii Apostolici supra numerum), ki so na najvišji stopnji; druga skupina pa so duhovniki, ki so prejeli ta položaj za svoje zasluge. Pravi protonotarji – med njimi je najstarejši po imenovanju dekan - so naslednji: 
1. Marcello Rossetti (od 18. avgusta 1975), dekan
2. Leonardo Erriquenz (od 2. oktobra 1999)
3. Francesco Bruno (od 2. oktobra 1999)
4. Renzo Civili (od 15. marca 2001)
5. Bryan Chestle (od 1. septembra 2003)
6. Francesco Di Felice (od 2. decembra 2008)
7. Nicolas Henry Marie Denis Thevenin (od 8. januarja 2010). [4]

### Rimska kurija
Število dejansko dejavnih apostolskih protonotarjev je tudi danes omejeno na sedem. Notarji so podrejeni neposredno rimskemu papežu. Njihova naloga je: priprava in potrjevanje vseh aktov v zvezi z dogmami in tudi ob smrti papeža. Delujejo v skladu s pravili, ki so povezana z odpiranjem in zapiranjem konklava, ali pa s protokolom. Spadajo v državno tajništvo in imajo naslov protonotarii apostolici de numero. 

### Častni naslovi in privilegiji
Obe skupini sta člana apostolskih protonotarjev papeške družine. Dovoljeno jim je nositi črni talar z vijoličnimi trakovi in gumbi, kakor tudi vijoličast biret. Med češčenjem, nosijo vijolično oblačilo.